# Mohamed Geisa
Mohamed Ahmed Geisa (in arabo محمد أحمد جعيصه‎?; Tanta, 10 maggio 1913 – dicembre 2003) è stato un sollevatore egiziano.

## Carriera
Nella categoria dei pesi massimi leggeri partecipò alle olimpiadi di Berlino nel 1936 classificandosi all'ottavo posto. Vinse due medaglie di bronzo nella categoria dei pesi massimi ai mondiali del 1946 a Parigi e nel 1951 a Milano; inoltre, una medaglia d'oro e una d'argento nelle prime due edizioni dei Giochi del Mediterraneo ad Alessandria d'Egitto nel 1951 e a Barcellona nel 1955.